# Grabenbach (Saalach)

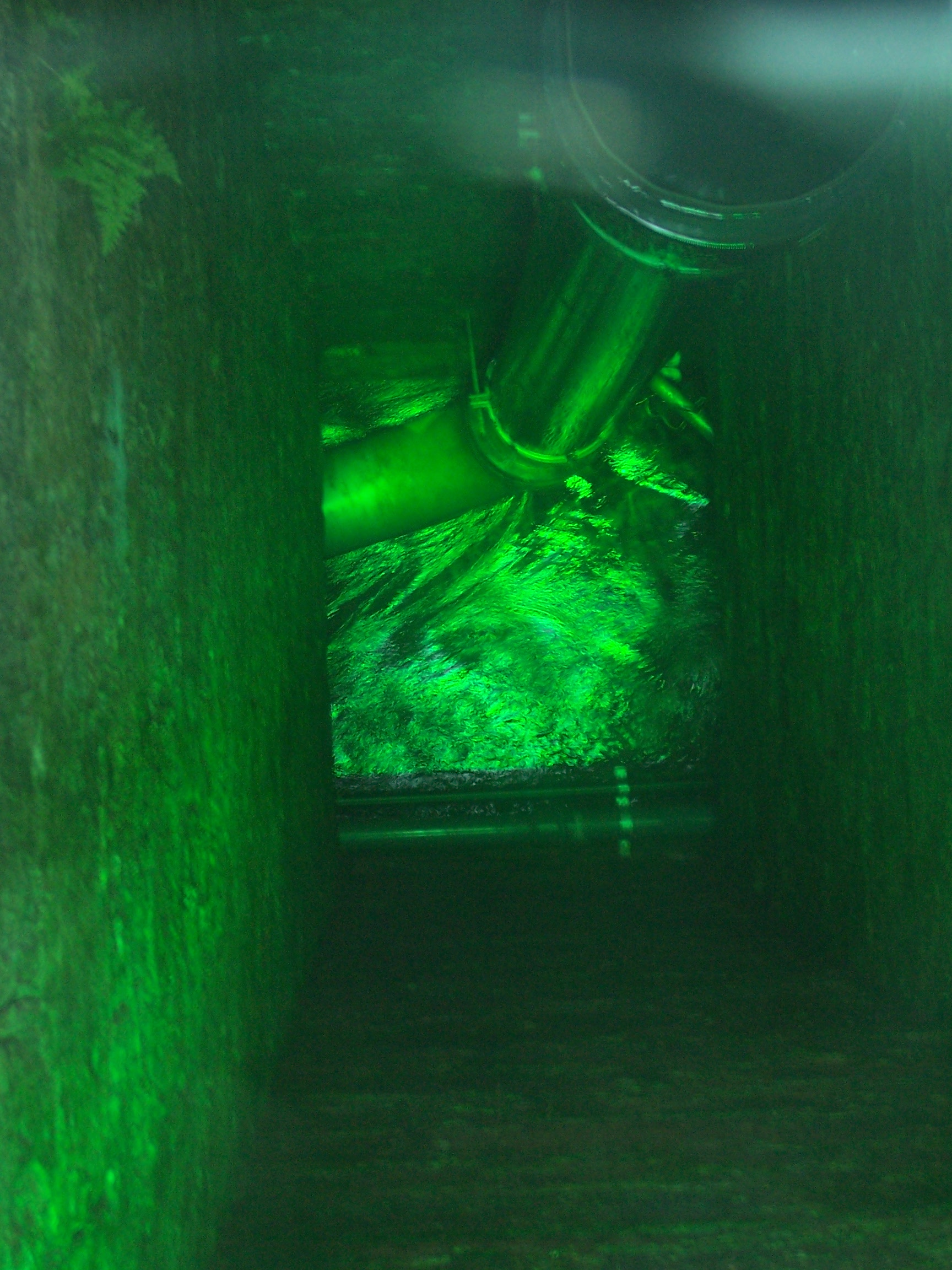
Schacht beim Kurgarten (grüne Farbe aufgrund der Beleuchtung)

Der Grabenbach ist ein gut vier Kilometer langer, teils unterirdischer Nebenfluss der Saalach im Stadtgebiet von Bad Reichenhall. Der Grabenbach wurde in der ersten Hälfte des 16. Jahrhunderts angelegt, um Süßwasser aus der Saline abzuleiten und so eine Verwässerung der Solequellen zu verhindern.

## Geschichte

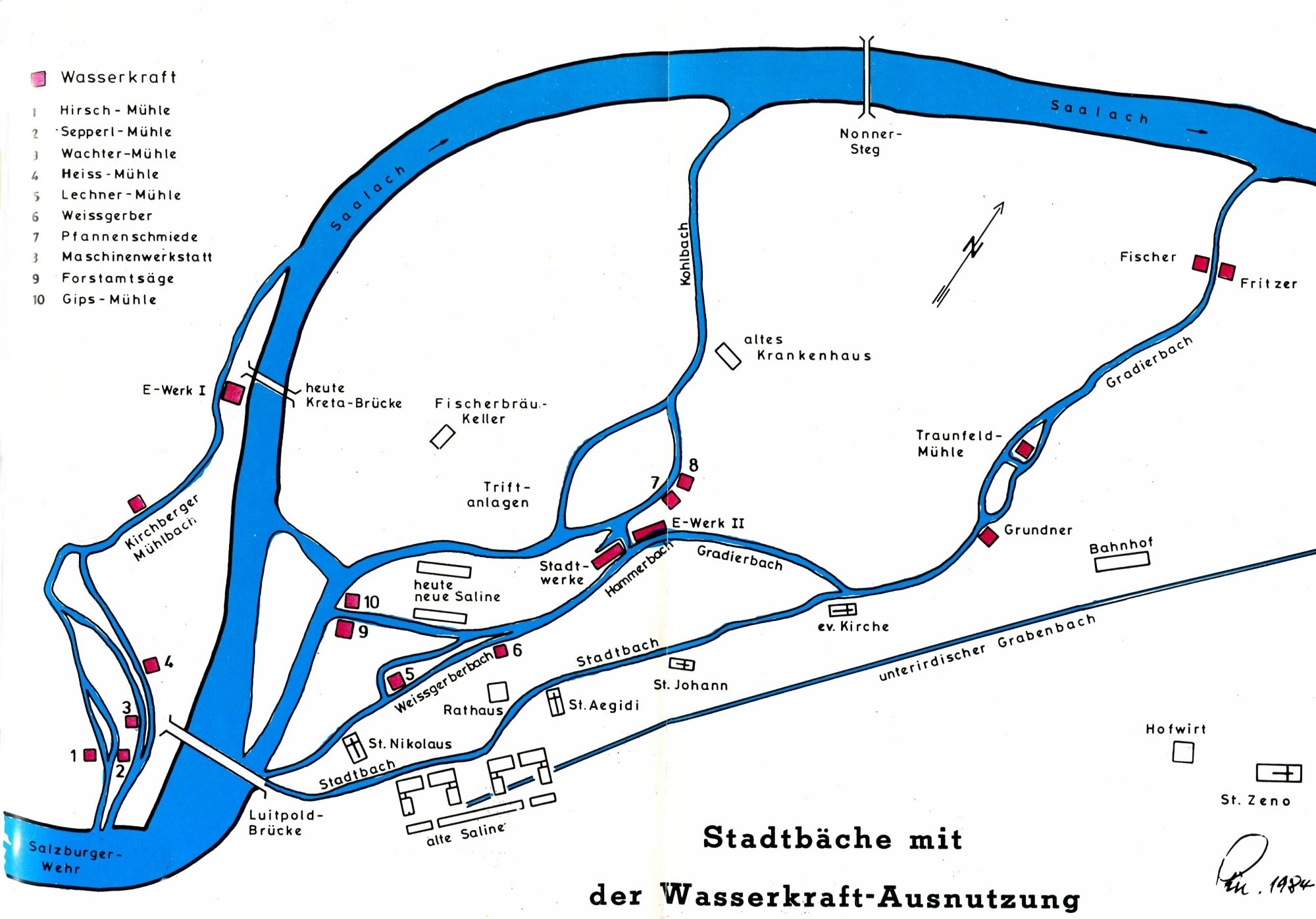
Verlauf Stadtbäche und Grabenbach um 1900

Im Jahre 1441 gab es die ersten Pläne, das Süßwasser über ein natürliches Gefälle und einen Graben von den Solequellen zu trennen. Die Idee dazu hatte der Münchener Werkmeister Hans Karst. Dieser legte auch einen unterirdischen Graben an, der jedoch in einer Grube endete. Obwohl die Anlage zufriedenstellend funktionierte, war die Ausführung ohne eine Ausmauerung aus Stein nicht haltbar. Experten forderten über mehrere Jahrzehnte hinweg, auf Hebevorrichtungen für das Süßwasser zu verzichten und stattdessen einen unterirdischen Graben auszumauern, das Wasser in die Saalach abzuleiten und so eine dauerhafte und störungsfreie Lösung des Problems zu ermöglichen. Diese Vorschläge scheiterten jedoch stets an den hohen Kosten, welche die Reichenhaller Siedefamilien nicht aufbringen konnten.
Nachdem Herzog Georg der Reiche die meisten der Reichenhaller Siedebetriebe in seinen Besitz und damit unter staatliche Kontrolle brachte, verfolgte er auch das Ziel, die Gewinnung der Sole in neue Bahnen zu lenken. Es wurde eine über 20-köpfige Expertenrunde einberufen, zu der neben Räten, Werkleuten und Bergmeistern der Stadt auch der Architekt und Steinmetz Erasmus Grasser sowie die Bergmeister der Salzbergwerke von Hallein und Berchtesgaden auch ein Augsburger Baumeister gehörten. Die zentrale Frage war dabei erneut, wie man das in den Solebrunnen eindringende Süßwasser ableiten könnte. Die Pläne der vergangenen Jahrzehnte wurden wieder aufgegriffen. Man sprach sich gegen eine Sparversion wie im Jahr 1441 aus, insbesondere weil man damit einen noch stärkeren Süßwassereintrag befürchtete, den man nicht mehr in den Griff bekommen hätte. Grasser legte dem Herzog ein Bauprogramm mit 30 Punkten vor, weigerte sich aber, die Bauleitung und die Verantwortung zu übernehmen. Auch italienische Wasserbauverständige weigerten sich, einen Kanal anzulegen und dafür auch eine Garantie zu übernehmen. Nach dem Tod Georgs des Reichen und des Erbfolgekrieges um seine Nachfolge ruhten die Pläne um eine Sanierung der Saline in Reichenhall vorerst.
Nach dem Ende des Landshuter Erbfolgekrieges und der Vereinigung von Bayern-Landshut mit Bayern-Ingolstadt und Bayern-München zum Herzogtum Bayern widmete sich Herzog Albrecht IV. dem Salzwesen in Reichenhall. Er führte das Werk seines Vorgängers fort, um die Salzerzeugung in der Stadt völlig unter staatliche Kontrolle zu bringen. In diese Zeit fällt vermutlich auch der Bau des Salzmeierhauses als Sitz des Beamtenapparates. Die Erneuerung von Solebrunnen und Brunnhaus stellte den Herzog jedoch erneut vor eine finanzielle Herausforderung. Alleine der neue Brunnen sollte 20.000 Gulden kosten und die Salzproduktion wäre eineinhalb Jahre zum Erliegen gekommen. Nachdem Erasmus Grasser befürchtete, dass die Sole wegen der Bauarbeiten durch noch mehr Süßwasser weiter verunreinigt würde, bot er an, Solebrunnen und Brunnhaus selbst und für deutlich weniger Geld und in kürzerer Zeit zu errichten. Grasser erhielt den Auftrag und vertiefte ab 1507 den Brunnenschacht auf 14 Meter, fasste die Soleflüsse zusammen, legte erste unterirdische Gänge an und legte damit den Grundstein für den heutigen Quellenbau unter der Alten Saline. Nach der Fertigstellung des Brunnens wurde das weitestgehend aus Holz bestehende Brunnhaus durch einen dreistöckigen Neubau aus Stein mit einer dem hl. Rupertus geweihten Kapelle errichtet. 1512 war der Bau fertiggestellt und mit 7000 Gulden deutlich günstiger. Zudem musste man den Salinenbetrieb nur neun Tage unterbrechen. Das Ergebnis der Baumaßnahmen war jedoch nicht zufriedenstellend und der Süßwasseranteil war weiterhin zu hoch.
Der große Stadtbrand von 1515, den zwar das aus Stein gebaute Brunnhaus überstand, vernichtete das hölzerne Gerüst des Paternosterwerks und das Kübelgeschöpf. Nach dem Wiederaufbau der Stadt, erörterte man 1521 – drei Jahre nach dem Tode Grassers – erneut das Problem des Süßwassers im Solebrunnen. Man einigte sich darauf, dass nur eine natürliche und wartungsfreie Ableitung des Süßwassers durch einen gegrabenen Stollen eine Lösung bringt. Die Bergmeister vom Dürrnberg und von Schellenberg bescheinigten dem Projekt nach der Nivellierung Aussicht auf Erfolg.

## Bau
1520 begann man mit den ersten Baumaßnahmen für den offenen Graben in einem Altwasserarm der Saalach. 1524 war man auf den Wiesengründen der Hofmark Froschham angelangt, von dort wurde der Kanal in bergmännischer Arbeit 1911 Meter unter Tage fortgesetzt. 80 Steinmetze waren während der Sommer- und etwa 30 während der Wintermonate mit dem Behauen der Marmorquader beschäftigt, die zur Überwölbung des Kanals verwendet wurden. Fünf Luftschächte wurden zur Be- und Entsorgung des Materials angelegt. Nach Aufzeichnungen von Paul Rotthofer, dem Propst von St. Zeno, erreichte der Stollen am 5. Juli 1532 nach etwa achtjähriger Bauzeit den Quellenbau. Zu dieser Zeit war der Kanal, der während der Bauzeit nur provisorisch ausgeschachtet wurde, erst zu einem Teil mit Steingewölbe ausgemauert. Deshalb konnte der Grabenbach erst nach einer Bauzeit von insgesamt 14 Jahren in Betrieb gehen.
Der Grabenbach wurde nicht nach Plänen von Erasmus Grasser angelegt, sondern man hat auf eine Idee von Hans Karst aus dem Jahr 1441 zurückgegriffen und diese als Ideallösung verwirklicht.

## Verlauf

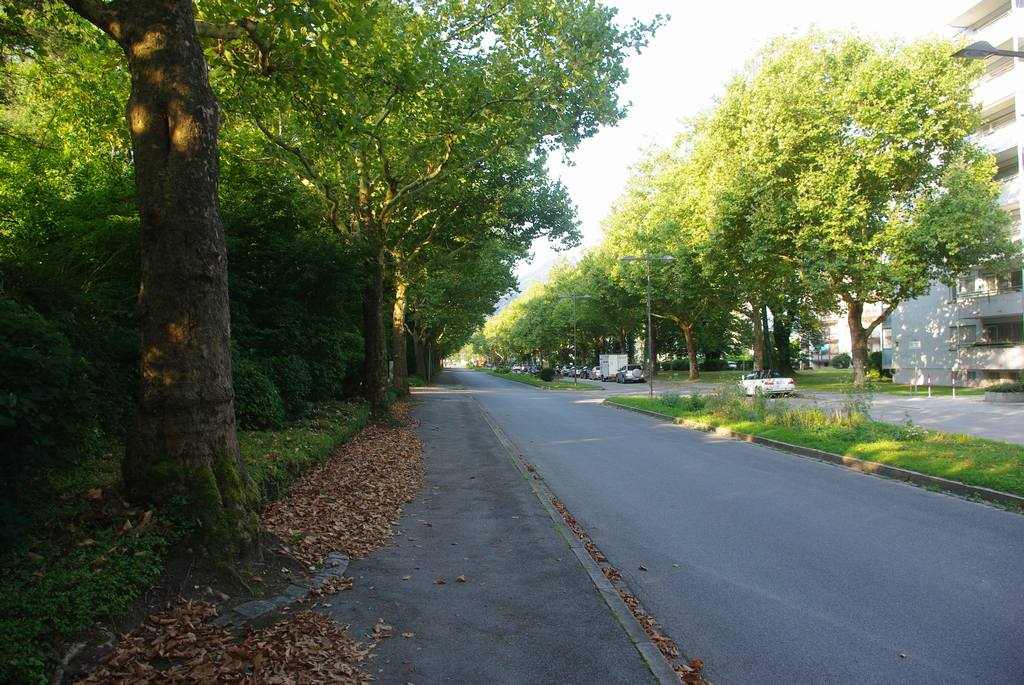
Die Münchner Allee heute, in etwa an der Stelle, an welcher der Grabenbach ursprünglich an die Oberfläche trat

Der Grabenbach beginnt unterhalb der Alten Saline im Quellenbau und trat ursprünglich zwischen der heutigen Münchner Allee und der Bahnstrecke Freilassing–Bad Reichenhall, in etwa auf Höhe des heutigen Klingerwegs, an die Oberfläche. Als in den 1960er Jahren die Münchner Allee angelegt wurde, verlängerte man den Grabenbach bis zum nordöstlichen Ende der Straße, wo er heute ab dem Verkehrsverteiler Nord (B20/B21) oberirdisch verläuft. Die heutige Länge unter Tage beträgt etwa 2,5 km. Der Grabenbach fließt etwa weitere zwei Kilometer oberirdisch – zum Teil entlang der Bahnstrecke – bis er in der Marzoller Au in die Saalach mündet.
Im Bereich der Kurstraße wurde einer der Schächte renoviert, durch ein Archäologisches Fenster kann man nun in der Tiefe den Grabenbach sehen.

## Trivia
Die Grabenbachstraße, die eine nordöstliche Verlängerung der Frühlingstraße ist, verläuft parallel zum Grabenbach und ist nach diesem benannt.